# Janesville (Kalifornia)
Janesville – jednostka osadnicza w Stanach Zjednoczonych, w stanie Kalifornia, w hrabstwie Lassen.